# アルフォンソ3世 (アストゥリアス王)

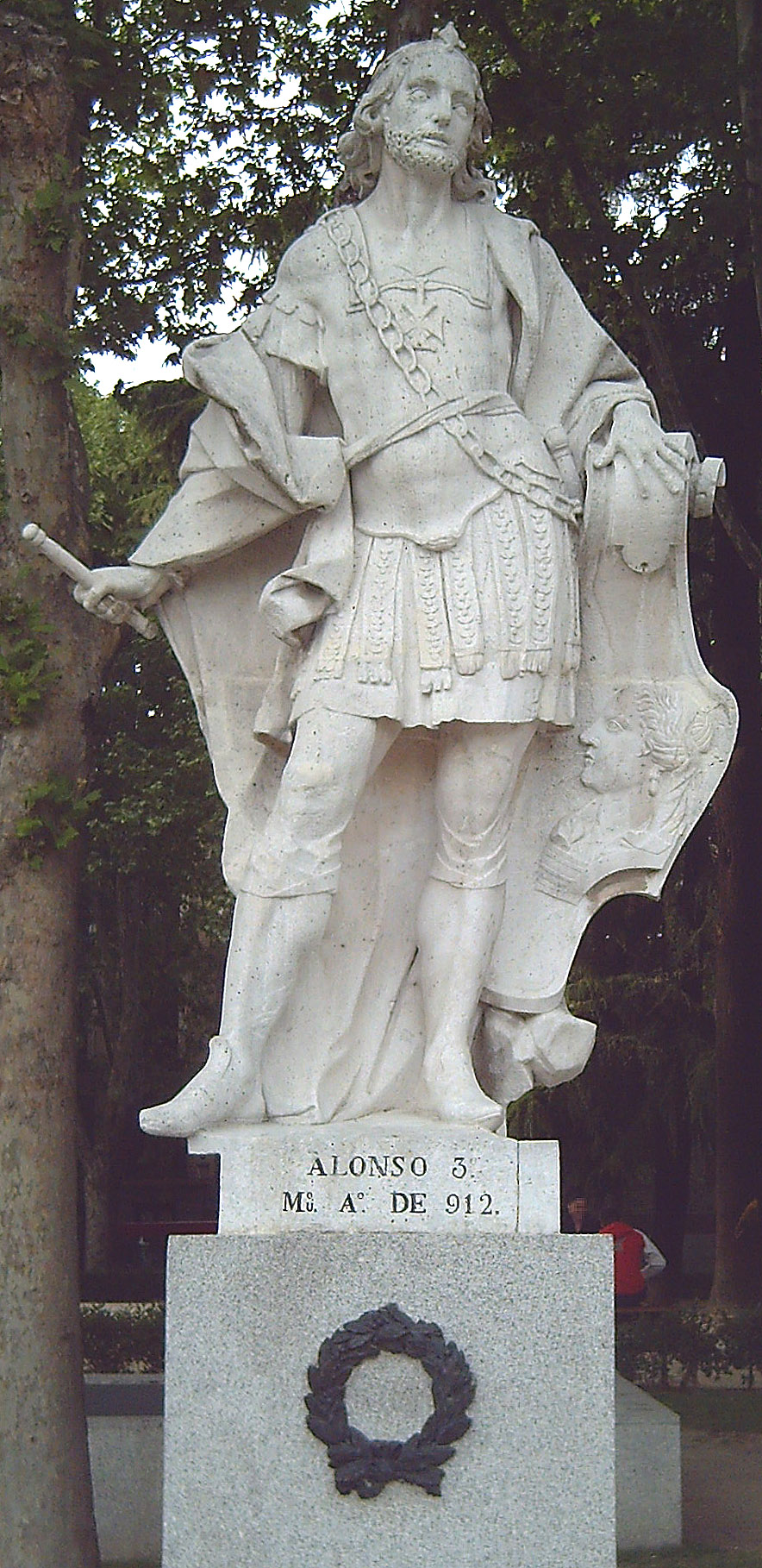
アルフォンソ3世像

アルフォンソ3世（Alfonso III de Asturias, 848年頃 - 910年12月20日）は、アストゥリアス王。大王（el Magno）とおくり名された。
オルドーニョ1世と妃ヌーニャ（ムニア）の子として生まれた。彼は貴族の反乱や、同じ一族の者の反乱（ベルムード公の反乱）といった一連の内乱に見舞われた。彼は強力な再植民政策を推し進め、王国の南端で自然の国境となっていたドゥエロ川流域（ドゥエロの砂漠と呼ばれた。サモーラ、トーロ周辺）に主としてモサラベを送り込んだ。イスラム軍に対しても勢いよく戦い、ポルボラリアで打ち負かした。
873年にヒメナ・ガルセス（素性不明であるが、パンプローナ王ガルシア・イニゲスの娘とも推測されている）と結婚し、間に生まれたガルシア1世は初代レオン王となり、その弟オルドーニョ2世およびフルエーラ2世がレオン王位を継承した。アルフォンソ3世の治世の最晩年は不明なことが多い。理由はわかっていないが、長子のガルシアは弟たちと協力して父アルフォンソ3世を倒して王位についている。事実上アルフォンソ3世は廃位されたが王としての地位を保持したまま、サモラで没した。

## 生涯
853年に王位継承者とされ、ガリシアの統治をまかされた。父王が死去すると、アルフォンソの王位継承に異を唱えたルーゴ伯フルエラ・ベルムデスと対立し、ベルムデスが王位簒奪の行動に出ると、アルフォンソはアラバに逃亡した。オルドーニョ1世以前は選挙王制が行われていたが、当時は既に忘れられていた。1年後、カスティーリャ伯の助力でアルフォンソ3世はガリシアの統治権を取り戻した。867年、反乱を起こしたバスク人を制圧した。
オルドーニョ1世の時代に始められたイスラム軍との国境地帯への再植民を、彼も継承した。878年にはポルトガル北部へ軍を送り、コインブラ、ポルトを征服し、南西の国境をモンデゴ川に定めた。
メリダ領主アブド・アル＝ラフマーン・イブン・マルワーンは、コルドバの太守に反旗を翻した。太守はマルワーンの機嫌をとろうと大臣ハーシムを送り込んだ。イスラム軍はコルドバからレオン、トレド、グアダラハラ、タランコンへ進軍した。タホ川谷でイスラム軍を待ち受けたアルフォンソ3世はこれを敗退させた。太守軍は退却したが反撃に転じ、バルデモーロで再び打ち負かされた。コルドバの太守ムハンマドは大臣の身代金を払う羽目になり、3年の休戦協定が結ばれた。
アルフォンソ3世もイスラム側も、休戦を破って次の急襲をするのに備えていた。ムハンマドは海側からガリシアを攻撃しようと船を集めたが、嵐で全滅した。
882年、復讐としてムハンマドはサラゴサ王国を急襲した。そこには、バヌ＝カシー家の息子ムーサとともに教育を受けていたアルフォンソ3世の子オルドーニョがいた。捕虜の交換が行われ、コルドバの太守軍は追い出された。883年の戦いも同じ結果となった。
901年、イブン・キートが聖戦を唱えてサモラを包囲した。この間、コルドバの民は内乱に苦しめられており、アストゥリアス王国に注意を払う余裕がなかった。しかしエブロ河岸でかつての同盟者メリダ軍と出会い、バヌ＝カシー家をクーデターで倒した。ナバーラ王位はサンチョ・ガルセスのものとなった。
晩年、アルフォンソ3世は息子ガルシアの反乱に直面した。ガルシアはカスティーリャ伯ムニオ・ヌニェスの娘ヌーニャ（ムニアドナ）を妻としており、舅に教唆されたとみられる。ガルシアが父親に捕らえられると、ヌーニャはヒメナ、フルエーラ、オルドーニョに支持され反乱を引き起こした。内戦を避けるため王はガルシアを解放し、王妃とともにサモラへ隠遁しそこで没した。
この時以来、アストゥリアス王国は広大な領土拡大を行い支配するようになった。アストゥリアス王国はモンデーゴ川とドゥエロ川へ国境を拡大し、新しい社会はキリスト教徒とモサラベで構成されていた。王国は子供たちが分割し、ガルシアがレオン王国を、オルドーニョがガリシア王国を、フルエラがアストゥリアス王国を継承した。

## 子女
873年にパンプローナ王ガルシア・イニゲスの娘と推測されているヒメナ・ガルセスと結婚し、以下の子女をもうけた。
- ガルシア1世
- オルドーニョ2世
- フルエーラ2世
- ゴンサーロ（? - 920年頃） - オビエドの助祭[11]
- ラミロ（? - 929年）[12]

## 文化的功績

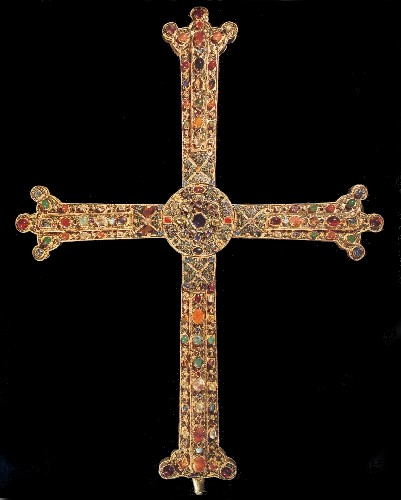
ビクトリア十字

- 893年、第2回オビエド教会会議を招集した。
- ビクトリア十字（es）を、フランク王国から来た職人につくらせた。現在もアストゥリアス自治州旗に採用されている。サン・サルバドール大聖堂に奉納された。
- サンティアゴ・デ・コンポステーラに使徒の墓が見つかり、サンティアゴ・デ・コンポステーラはローマに次ぐ巡礼地となった。その威光は他国の王や高位聖職者をも凌いだ。
- アストゥリアス芸術の代表的建築（プレロマネスク様式）が、アルフォンソ3世時代につくられた。バルデディオス教会、トゥニョン修道院、サンティアゴ・デ・コンポステーラの大聖堂が挙げられる。
- 西ゴート王国の継承者たるアストゥリアス王国の歴史を表した、3つの年代記を編纂させた。881年のアルベルデンセ年代記、883年のプロフェティカ年代記、911年頃のアルフォンソ3世年代記である。
- サン・ミゲル・デ・エスカラーダ修道院の土地をコルドバから来た修道士たちに寄進、モサラベ建築の代表とされる[13]。

## 文献
- Arco y Garay, Ricardo del (1954). Instituto Jerónimo Zurita. Consejo Superior de Investigaciones Científicas, ed. Sepulcros de la Casa Real de Castilla (1ª edición). Madrid.
- Carriedo Tejedo, Manuel (1993-1994). «Nacimiento, matrimonio y muerte de Alfonso III el Magno». Asturiensia medievalia (Oviedo) (7): 129-145.
- Carriedo Tejedo , Manuel (1980). "On a possible relation of the mother of Fernán González with the royal family leonesa" . Lands of León: Magazine of the Provincial Council (León). Vol. 20 (41): 43-40.
- Cotarelo Valledor, Armando: Alfonso III el Magno. Último rey de Oviedo y primero de Galicia. 725 p. Ed. fascimil de la de 1933 (Gráficas Góngora). Ed. Istmo. Madrid, 1992. ISBN 84-7090-265-2
- Fernández Catón, José Mª (2006). Centro de Estudios e Investigación San Isidro, ed. Documentos de la monarquía leonesa de Alfonso III a Alfonso VIII. 2 vol. León: Testimonio Compañía Editorial, S.A.
- Fernández Conde, Francisco Javier (1994). La época de Alfonso III y San Salvador de Valdediós. Oviedo: Universidad de Oviedo.
- García Larragueta, Santos (1962). Colección de documentos de la catedral de Oviedo. Oviedo: Instituto de Estudios Asturianos.
- García-Osuna y Rodríguez, José María (2008). «El astur rey de León Fruela II Adefónsiz "El Leproso"». Argutorio: revista de la Asociación Cultural "Monte Irago" (Astorga) (20): 25-28.
- Lucas Álvarez, Manuel. (1995). El Reino de León en la Alta Edad Media: La documentación real astur-leonesa (718-1072). Colección "Fuentes y Estudios de Historia Leonesa". León: Centro de Estudios e Investigación "San Isidoro; et al.
- Martínez Diez, Gonzalo (1993): Alfonso III Oviedo: Diputación Provincial de Palencia, Palencia. ISBN 84-86844-98-3
- Martínez Díez, Gonzalo (2005). El Condado de Castilla (711-1038). La historia frente a la leyenda. Valladolid: Junta de Castilla y León.
- Risco, Manuel (1789). España Sagrada. Vol. XXXVII. Madrid: Oficina de Blas Román.
- Salazar y Acha, Jaime de (2006). «Urraca. Un nombre egregio en la onomástica altomedieval». En la España medieval (1): 29-48.
- Sánchez Candeira, Alfonso (1999). Rosa Montero Tejada (edición patrocinada por Fundación BBV, Fundación Ramón Areces, Caja Madrid Fundación), ed. Castilla y León en el siglo X, estudio del reinado de Fernando I. Madrid: Real Academia de la Historia.
- Ubieto Arteta, Antonio: Crónica de Alfonso III Zaragoza: Anubar, 1971. ISBN 84-7013-014-5
- Documentos de la monarquía leonesa de Alfonso III a Alfonso VIII Testimonio Compañía Editorial, S.A Centro de Estudios e Investigación San Isidoro 2 v ISBN 84-95767-64-3 y ISBN 978-84-95767-64-6
- Asturianos universales 6 : Agustín Argüelles, Ramón Pérez de Ayala, Alfonso III, el Magno, Ordoño I, Torcuato Fernández Miranda, Alfonso Nicolás Ediciones Páramo, S.A. 1996 ISBN 84-87253-25-3